# US Open 1992
Lo US Open 1992 è stata la 112ª edizione dello US Open e quarta prova stagionale dello Slam.Si è disputato dal 31 agosto al 13 settembre 1992 al USTA Billie Jean King National Tennis Center in Flushing Meadows di New York negli Stati Uniti. 
Il singolare maschile è stato vinto dallo svedese Stefan Edberg, che si è imposto sullo statunitense Pete Sampras in quattro set col punteggio di 3–6, 6–4, 7–6(5), 6–2. Il singolare femminile è stato vinto dalla jugoslava Monica Seles, che ha battuto in finale la spagnola Arantxa Sánchez Vicario.
Nel doppio maschile si sono imposti Jim Grabb e Richey Reneberg. Nel doppio femminile hanno trionfato Gigi Fernández e Nataša Zvereva. 
Nel doppio misto la vittoria è andata a Nicole Bradtke, in coppia con Mark Woodforde.

## Seniors

### Singolare maschile
Stefan Edberg ha battuto in finale  Pete Sampras con il punteggio di 3–6, 6–4, 7–6(5), 6–2.
- È stato il 6º e ultimo titolo del Grande Slam per Edberg e il suo 2º US Open.

### Singolare femminile
Monica Seles ha battuto in finale  Arantxa Sánchez Vicario con il punteggio di 6–3, 6–3.
- È stato il 7º titolo del Grande Slam per Monica Seles, il suo 2º (e ultimo) US Open.

### Doppio maschile
Jim Grabb /  Richey Reneberg hanno battuto in finale  Kelly Jones /  Rick Leach con il punteggio di 3–6, 7–6(2), 6–3, 6–3.

### Doppio femminile
Gigi Fernández /  Nataša Zvereva hanno battuto in finale  Jana Novotná /  Larisa Neiland con il punteggio di 7–6(4), 6–1.

### Doppio misto
Nicole Bradtke /  Mark Woodforde hanno battuto in finale  Helena Suková /  Tom Nijssen con il punteggio di 4–6, 6–3, 6–3.

## Juniors

### Singolare ragazzi
Brian Dunn ha battuto in finale  Noam Behr con il punteggio di 7–5, 6–2.

### Singolare ragazze
Lindsay Davenport ha battuto in finale  Julie Steven con il punteggio di 6–2, 6–2.